# 緯來精采台
緯來精采台，前身為緯來HD頻道，是緯來電視網旗下以高畫質，結合綜藝、體育、戲劇、電影等不同類型於一台的綜合性頻道。

## 歷年頻道名稱
- 緯來HD頻道：2009年11月1日至2014年1月11日
- 緯來精采台：2014年11月1日至今

## 播出概況
2015年1月20日，緯來精采台在中華電信MOD第140頻道（現為313頻道）上架播出，但部分節目（如運動賽事、外購節目）會因授權問題而採用另一套節目安排。
2015年9月，靖天傳播正式代理緯來精采台。

## 外部連結
- 緯來精采台 （页面存档备份，存于）（繁體中文）
- 313 緯來精采台 - 中華電信 MOD 網站 （页面存档备份，存于）（繁體中文）